# Savska divizija (Kraljevina Jugoslavija)
Savska divizija je bila pehotna divizija Vojske Kraljevine Jugoslavije, ki je bila uničena med aprilsko vojno.
Divizijski štab je bil nastanjen v Zagrebu.

## Organizacija
1. september 1939
- štab (Zagreb)

- 35. pehotni polk (Zagreb)
- 36. pehotni polk (Varaždin)
- 53. pehotni polk (Karlovec)
- 14. artilerijski polk (Varaždin)
- 30. artilerijski polk (Zagreb)